# Lynn Miles

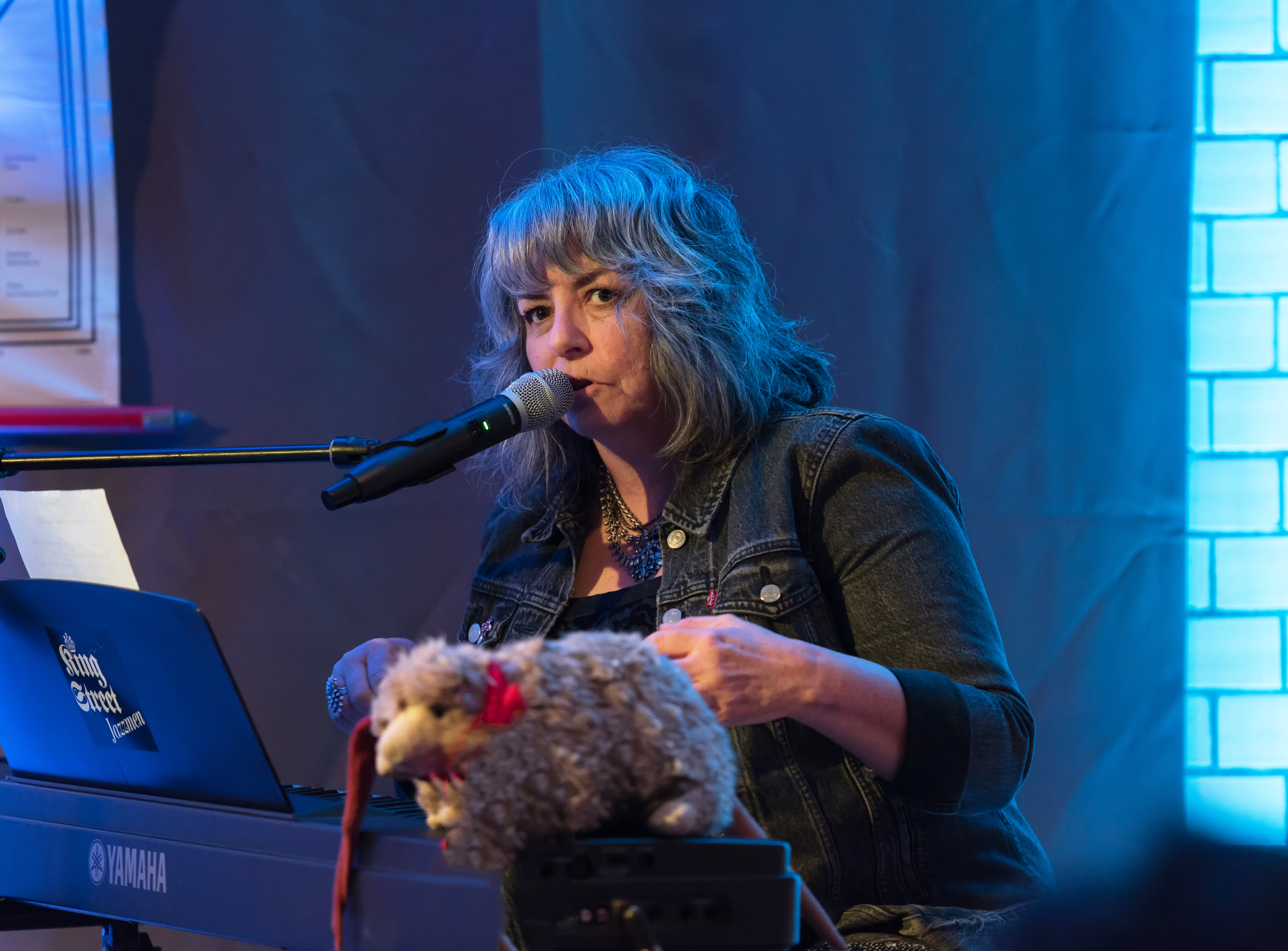
Lynn Miles bei Lottes Musiknacht (2018)

Lynn Miles (* 29. September 1958 in Sweetsburg, Québec) ist eine anglo-kanadische Sängerin und Musikerin.
Ihr Musikstil ist geprägt von Melancholie und einprägsamen Melodien. Die Musik kann den Genres Songwriter, Folk, Americana und Country zugerechnet werden.

## Diskografie
- Slightly Haunted (1996, Philo)
- Night in a Strange Town (1999, Philo)
- Sunset Boulevard (1999, CRS)
- Unravel (2001, True North)
- Love Sweet Love (2006, Universal)
- Downpour (2013)

## DVD
- Lynn Miles. Live at the Chapel (2003, DaViD)

## Preise
- 2003 Juno für „Unravel“ (Bestes „Roots and Traditional“ Solo-Album)
- 2005 Canadian Folk Award für „Love Sweet Love“ (beste englischsprachige Songwriterin und beste zeitgenössische Sängerin)